# Hans Christern
Hans Christern (Lauenburg, Schleswig-Holstein, 1900. január 24. – Georgenhof (ma: Feuchtwangen város része), Bajorország, 1966. június 17.) német fegyveres erők tagja és gazdálkodó. A második világháborúban a szárazföldi erők ezredese volt, megkapta a Vaskereszt Lovagkeresztjét is. 1945 márciusában vette át a 7. páncélos hadosztály irányítását, mert addigi parancsnoka, Karl Mauss súlyosan megsebesült. Christern Schwerin északi és Berlin déli részére vezette katonáit, ahol májusban brit fogságba estek. 1946 januárjában szabadult.
A háború után gazdálkodóként dolgozott. Csatlakozott a Kereszténydemokrata Unióhoz, indult az 1949-es nyugatnémet választásokon, de nem jutott be a parlamentbe.

## Bibliográfia
- Fellgiebel, Walther-Peer. Die Träger des Ritterkreuzes des Eisernen Kreuzes 1939–1945 – Die Inhaber der höchsten Auszeichnung des Zweiten Weltkrieges aller Wehrmachtteile (német nyelven). Friedberg, Németország: Podzun-Pallas (2000). ISBN 978-3-7909-0284-6
- Scherzer, Veit. Die Ritterkreuzträger 1939–1945 Die Inhaber des Ritterkreuzes des Eisernen Kreuzes 1939 von Heer, Luftwaffe, Kriegsmarine, Waffen-SS, Volkssturm sowie mit Deutschland verbündeter Streitkräfte nach den Unterlagen des Bundesarchives (német nyelven). Jéna, Németország: Scherzers Miltaer-Verlag (2007). ISBN 978-3-938845-17-2